# Edmond Reboul
Pour les articles homonymes, voir Reboul.
Edmond Reboul, né le 5 mars 1923 à Béziers (Hérault) et décédé le 10 mars 2010 à Ganges (Hérault), est un Médecin général (2S), ancien enfant de troupe, et aussi un écrivain, poète, essayiste et conférencier français.

## Biographie
Né à Béziers en 1923, il entre en 1942 à l'École du service de santé militaire et en sort major de sa promotion.
Docteur en médecine en 1948, prix de thèse, il accomplit une longue carrière dans l'armée comme médecin au Sahara, en Allemagne, au Maroc, à Lille, Marseille, et Lyon. Exerçant dans les hôpitaux, il franchit ainsi tous les degrés de la hiérarchie jusqu'au grade de médecin-général (1977).
Le 4 juin 1974 il est élu membre de l'Académie des sciences, belles-lettres et arts de Lyon.
Parallèlement à sa carrière militaire, Edmond Reboul a publié une quarantaine d'ouvrages qui lui ont valu le grand prix Vérité pour Si toubib (éditions Julliard), le grand prix des poètes français en 1986, et d'être deux fois lauréat de l'Académie française.
Il meurt le 10 mars 2010 à Ganges (Hérault).

## Œuvres
- Le Gourara, étude historique, géographique et médicale, (Inst. Pasteur, Alger), 1953, (prix Larrey de l'Académie de Médecine).
- Si toubib, (Julliard), grand prix Vérité, 1958.
- Mosaïques, (Regain) 1963.
- Escale, (Nouvelle Pléiade), 1966.
- Opus incertum, (Maison rhodanienne de Poésie), 1968.
- L'interne des lépreux, (France-Empire), 1970.
- Au jour la nuit, (dito), 1972,

prix Valentine-de-Wolmar 1973 de l'Académie française.
- Île en Péril, (L'Hermès), 1978.
- Les mirages du désert, (L'Hermès), 1981,

prix Broquette-Gonin (littérature) 1982 de l’Académie française.
- Éloge de l'Académie, (Lacour-Ollé), 1988.
- Index des Mémoires de l'Académie de Lyon, (Lacour-Ollé), 1989, (avec C. de Clavières).
- Hier, Pont-Saint-Esprit, (Lacour-Ollé), 1990.
- Réflexions d'un académicien rustique, (Lacour-Ollé), 1990.
- Des jardins de la poésie au jardin secret du poète, (Lacour-Ollé), 1990.
- Le Je paré des plumes de Pan, (Lacour-Ollé), 1991.
- Regards sur l'Acad. des Sciences, B.- Lettres  et Arts  de Lyon, (Lacour-Ollé), 1991.
- Dans l'aura d'André Chamson, (Lacour-Ollé), 1993.
- Au pays revenant, Nîmes, C.Lacour, 1995 (ISBN 978-2841491575).
- Musique et poésie, quelques réflexions, (Lacour-Ollé), 1996.
- Un soir l'âme du vin... suivi d'Oenomancies, (Lacour-Ollé), 1997.
- Paul Éluard : scintillements d'une étoile morte, (Lacour-Ollé), 1997.
- Tenter de vivre, Poèmes, (Lacour), 1997.
- À ciel ouvert, illustrations de Jean-Marie Granier (Les Presses du Midi), 2000.
- Le désert, l'homme et la poésie, essai et poèmes (Les Presses du Midi, 2002).
- Palingénésie, poèmes, (Les Presses du Midi), 2004.
- Amours de Constance, et autres, roman  (Les Presses du Midi), 2004.
- Faust à Staufen, poèmes, (Les Presses du Midi) 2005.
- Ki et Wou, roman, (Les Presses du Midi) 2005.
- Feuillets de route, essai, (Les Presses du Midi 2005).
- Écrire des poèmes, essai, manuel (Les Presses du Midi, 2006).
- Frog, récit, (L'Harmattan) 2007.
- Fleurs de saisons, poèmes, (Manoirante, 2009).
- Triptyque d'Hiver, poèmes, (Les Presses du Midi, Toulon), 2009.
- Le Déserteur Triomphant, récit, (L'Harmattan) 2010.

## Distinctions
- Officier de la Légion d'honneur
- Croix de guerre 1939-1945
- Croix du combattant volontaire
- Officier des Palmes académiques
- Chevalier des Arts et Lettres
- Officier de l'ordre national du Mérite
- Croix du combattant
- Médaille du service de santé des armées
- Commémoration guerre d'Algérie
- Commémoration 1939-1945
- Secrétaire général et président de l'Académie des sciences, belles-lettres et arts de Lyon
- Président fondateur de la Conférence nationale des académies des sciences, lettres et arts, sous l'égide de l'Institut de France
- Membre fondateur de l'Académie des Hauts Cantons (fauteuil I)
- Membre non résidant de l'Académie de Nîmes[4]
- Membre honoraire du PEN club
- Membre honoraire de l'Association des écrivains combattants
- Membre honoraire du Groupement des écrivains médecins